# Mihai Dorin
Mihai Dorin (n. 25 iulie 1950) este un deputat român în legislatura 1996-2000, ales în județul Iași pe listele partidului PNȚCD.